# Gymnocanthus pistilliger
Gymnocanthus pistilliger är en fiskart som först beskrevs av Pallas, 1814.  Gymnocanthus pistilliger ingår i släktet Gymnocanthus och familjen simpor. Inga underarter finns listade i Catalogue of Life.